# NBA Slam Dunk Contest

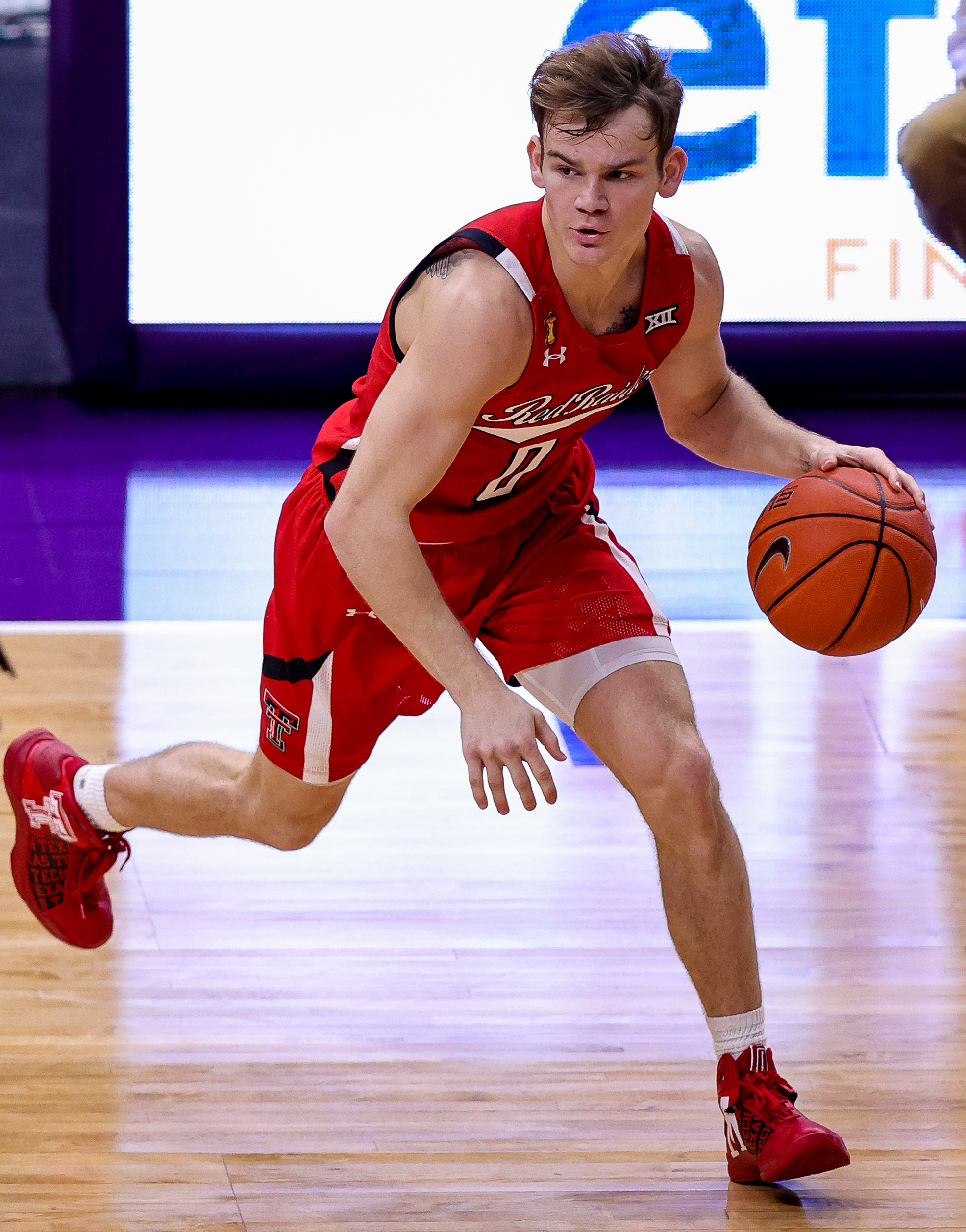
Mac McClung detiene l'ultima vittoria dello Slam Dunk Contest.

Lo Slam Dunk Contest, o gara delle schiacciate, è uno degli eventi dell'NBA All-Star Weekend, sin da quando fu inaugurato nel 1984, all'All Star Weekend di Denver, riprendendo la formula con cui questa competizione era nata nella American Basketball Association (ABA), e resa famosa da Julius Erving nell'ABA All-Star Game 1976 di Denver.
Si svolse in NBA, uno Slam Dunk Contest di diverso formato nella stagione post fusione 1976-1977, dove un giocatore per ogni squadra partecipava a una gara di schiacciate contro un altro giocatore di un'altra squadra quando questi s'incontravano per una partita di regular season: vinse ancora un giocatore proveniente dall'ABA Darnell Hillman che sconfisse Moses Malone e Kareem Abdul-Jabbar prima, e poi in finale Larry McNeill nella gara svolta a Portland durante le NBA Finals 1977.

Attualmente vi partecipano quattro giocatori, da cui scaturiscono i due finalisti che si giocano il titolo di "Schiacciatore dell'Anno". Gli atleti hanno a disposizione due minuti e tre tentativi per concludere una schiacciata e devono eseguire due schiacciate per turno. Il massimo punteggio (determinato da cinque giudici) totale per una schiacciata è 50 punti.

## Albo d'oro
- 1976  Julius Erving, New York Nets (ABA)
- 1977  Darnell Hillman, Indiana Pacers
- 1984  Larry Nance, Phoenix Suns
- 1985  Dominique Wilkins, Atlanta Hawks
- 1986  Spud Webb, Atlanta Hawks
- 1987  Michael Jordan, Chicago Bulls
- 1988  Michael Jordan (2), Chicago Bulls
- 1989  Kenny Walker, New York Knicks
- 1990  Dominique Wilkins (2), Atlanta Hawks
- 1991  Dee Brown, Boston Celtics
- 1992  Cedric Ceballos, Phoenix Suns
- 1993  Harold Miner, Miami Heat
- 1994  Isaiah Rider, Minnesota Timberwolves
- 1995  Harold Miner (2), Miami Heat
- 1996  Brent Barry, Los Angeles Clippers
- 1997  Kobe Bryant, Los Angeles Lakers
- 1998 non disputato
- 1999 non disputato
- 2000  Vince Carter, Toronto Raptors
- 2001  Desmond Mason, Seattle SuperSonics
- 2002  Jason Richardson, Golden State Warriors
- 2003  Jason Richardson (2), Golden State Warriors

- 2004  Fred Jones, Indiana Pacers
- 2005  Josh Smith, Atlanta Hawks
- 2006  Nate Robinson, New York Knicks
- 2007  Gerald Green, Boston Celtics
- 2008  Dwight Howard, Orlando Magic
- 2009  Nate Robinson (2), New York Knicks
- 2010  Nate Robinson (3), New York Knicks
- 2011  Blake Griffin, Los Angeles Clippers
- 2012  Jeremy Evans, Utah Jazz
- 2013  Terrence Ross, Toronto Raptors
- 2014  John Wall, Washington Wizards
- 2015  Zach LaVine, Minnesota Timberwolves
- 2016  Zach LaVine (2), Minnesota Timberwolves
- 2017  Glenn Robinson III, Indiana Pacers
- 2018  Donovan Mitchell, Utah Jazz
- 2019  Hamidou Diallo, Oklahoma City Thunder
- 2020  Derrick Jones, Miami Heat
- 2021  Anfernee Simons, Portland Trail Blazers
- 2022  Obi Toppin, New York Knicks
- 2023  Mac McClung, Philadelphia 76ers
- 2024  Mac McClung (2), Osceola Magic[4]
- 2025  Mac McClung (3), Orlando Magic

## Vittorie per franchigia
| Numero | Franchigia          | Giocatori                                     | Vittorie                   |
| ------ | ------------------- | --------------------------------------------- | -------------------------- |
| 5      | N.Y. Knicks         | Kenny Walker Nate Robinson Obi Toppin         | 1989 2006, 2009, 2010 2022 |
| 4      | Atlanta Hawks       | Dominique Wilkins Spud Webb Josh Smith        | 1985, 1990 1986 2005       |
| 3      | Miami Heat          | Harold Miner Derrick Jones                    | 1993, 1995 2020            |
| 3      | Minnesota T'wolves  | Isaiah Rider Zach LaVine                      | 1994 2015, 2016            |
| 3      | Indiana Pacers      | Darnell Hillman Fred Jones Glenn Robinson III | 1976-1977 2004 2017        |
| 2      | Boston Celtics      | Dee Brown Gerald Green                        | 1991 2007                  |
| 2      | Chicago Bulls       | Michael Jordan                                | 1987, 1988                 |
| 2      | G.S. Warriors       | Jason Richardson                              | 2002, 2003                 |
| 2      | L.A. Clippers       | Brent Barry Blake Griffin                     | 1996 2011                  |
| 2      | Orlando Magic       | Dwight Howard Mac McClung                     | 2008 2025                  |
| 2      | Phoenix Suns        | Larry Nance Cedric Ceballos                   | 1984 1992                  |
| 2      | Toronto Raptors     | Vince Carter Terrence Ross                    | 2000 2013                  |
| 2      | Utah Jazz           | Jeremy Evans Donovan Mitchell                 | 2012 2018                  |
| 1      | N.Y. Nets (ABA)     | Julius Erving                                 | 1976                       |
| 1      | L.A. Lakers         | Kobe Bryant                                   | 1997                       |
| 1      | Oklahoma Thunder    | Hamidou Diallo                                | 2019                       |
| 1      | Osceola Magic       | Mac McClung                                   | 2024                       |
| 1      | Philadelphia 76ers  | Mac McClung                                   | 2023                       |
| 1      | Portland T. Blazers | Anfernee Simons                               | 2021                       |
| 1      | Seattle S.Sonics    | Desmond Mason                                 | 2001                       |
| 1      | Wash. Wizards       | John Wall                                     | 2014                       |